# Ніна Гаґен
Катаріна Гаґен (нім. Catharina Hagen), відома як Ніна Гаґен (нім. Nina Hagen; 11 березня 1955, Берлін) — німецька панк-рок співачка та музикантка, авторка пісень, акторка, феміністка, захисниця прав тварин. Вважається матір'ю німецького панк-року.

## Життєпис
Народилася в сім'ї акторки та співачки Еви-Марії Гаґен і сценариста Ганса Гаґена. Шлюб батьків був коротким, і Ніна рідко бачила батька. З 9 років у неї з'являється вітчим — бард і дисидент Вольф Бірман, який мав значний вплив на її світогляд. 
В 1968-му Ніну вигнали з організації[якої?] за участь у «несанкціонованій» демонстрації. Десятий клас вона не закінчила, переїхавши до Польщі і зайнявшись виконанням пісень.
У 1975 році позбавлена громадянства НДР і емігрувала до Великої Британії через вигнання вітчима Вольфа Бірмана з НДР. У Британії здобула собі ім'я в популярному тоді серед молоді музичному жанрі — панк-року. Потім переїхала у ФРН і у 1980-х досягнула там вершини успіху.
У НДР вона стала відомою спочатку як акторка таких фільмів «Абетка кохання» («ABC-der-Liebe»), «Сьогодні п'ятниця» («Heute ist Freitag») (1974), «Пастки любові» («Liebesfallen») (1975-76), «Весілля по-жіночому» («Heiraten Weiblich»), «Господарка» (фр. «Maîtresse») (1976) і грала на одній театральній сцені разом зі своєю матір'ю.
Ніна Гаґен брала участь у багатьох конкурсах та займала призові місця, таких як комітет з розваг та мистецтва (1974). Її музичні кумири Дженіс Джоплін, Тіна Тернер, Отіс Реддінг, Джеймс Браун. 

## Кар'єра

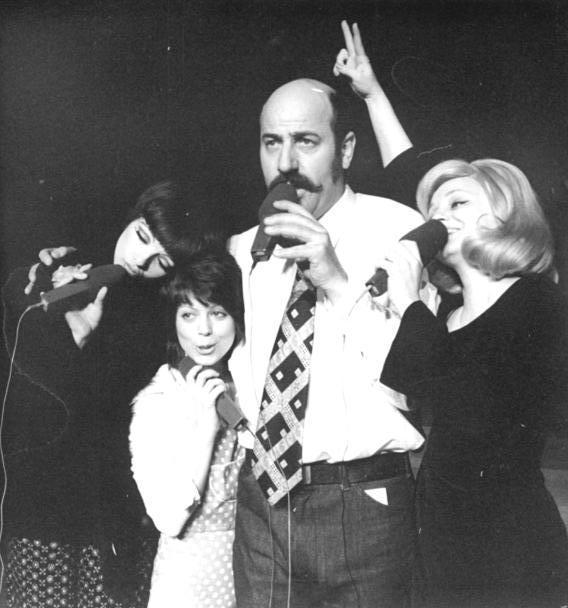
Ніна Гаґен (зліва), Берлін, 1976 рік

1974 Ніна Гаґен співпрацює з гуртом «Automobil», вони приголомшують своїм хітом, що навіть знайшов аудиторію на Заході: «Du Hast Den Farbfilm Vergessen».
1975 року записує нові пісні з «Fritzens Dampferband» та іншими музикантами.
1978 випустила перший альбом «Nina Hagen Band», який приніс Ніні Гаґен міжнародну популярність. Перший виступ відбувся на німецькому фестивалі Rockpalast. 
Другий альбом «Unbehagen» («Незручність») виходить у 1979 році, після чого Гаґен розпускає гурт і вирушає до Нідерландів на пошуки нового колективу, з яким вона могла б підкорити Захід. Не гаючи часу, Гаґен попутно знімається у психоделічному фільмі про голландську молодь «Ча-ча» («Cha-Cha»).
1980 Ніна Гаґен створює мега-шоу з гуртом «OUT» і «Хто вбив Руді» на сцені: «Вавилон впаде». Перший концерт у Гамбурзі провалився і тур скасували. З новим продюсером Ґлотцером Беннетом, колишнім менеджером Френка Заппи, Гаґен їде підкорювати Америку і виконувати свої пісні вже англійською. Співачці до вподоби життя в Голлівуді та Нью-Йорку, і з новим натхненням вона повертається до Німеччини та через 6 місяців з новим поглядом і новими піснями вирушає у тріумфальне турне. Вона з'являється з піснями «Ziggy Stardust» і «Хто вбив Руді» в «Rock Night» на телебаченні і п'янить аудиторію своїм вокальним діапазоном.
1981 Гаґен живе з багатьма друзями в Малібу, де в Санта-Моніці народжує дочку від гітариста Ferdinand Karmelk.
1982 підписує новий контракт із рекорд CBS: записує свій найавангардніший альбом «NunSexMonkRock».
У 1983 і в 1984 роках відповідно на хвилі успіху виходить подвійний (англо- і німецькомовний) альбом «Fearless»/«Angstlos» з хітом «New York, New York».
1987 переїжджає до Ібіси.

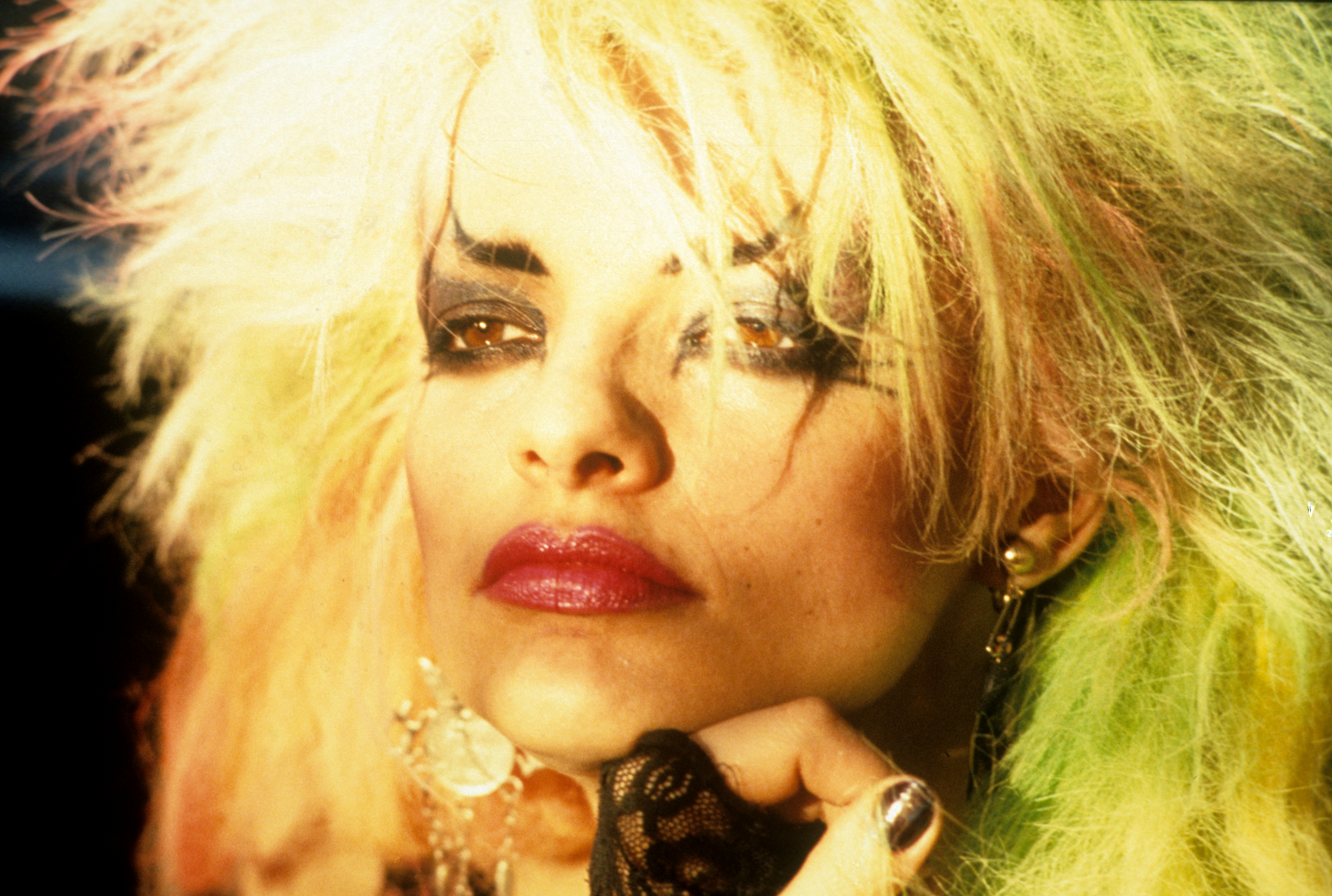
Ніна Гаґен у 1981 році

1988 Гаґен дає великі концерти, але не отримує жодних нових контрактів запису. Але медіа та телешоу завжди мають нагоду про неї щось сказати або почути її саму.
У 1989 році іміджем співачки займається Жан-Поль Готьє. Нарешті з'являється новий альбом 1991 «Вулиця».
У 1993 році Ніна Гаґен випускає альбом «Revolution Ballroom», який прославив її кліпом на пісню «So Bad», і який став одним з найгучніших за всю її кар'єру. У записі цього альбому брав участь Phil Manzanera, гітарист гурту Roxy Music.
У 1995 і 1996 роках виходить подвійний альбом «Freud Euch»/«Bee Happy». Дві пісні з цього альбому були використані в одній із серій науково-фантастичного трилера «Tatort», де Ніна Гаґен виконала роль співачки в клубі.

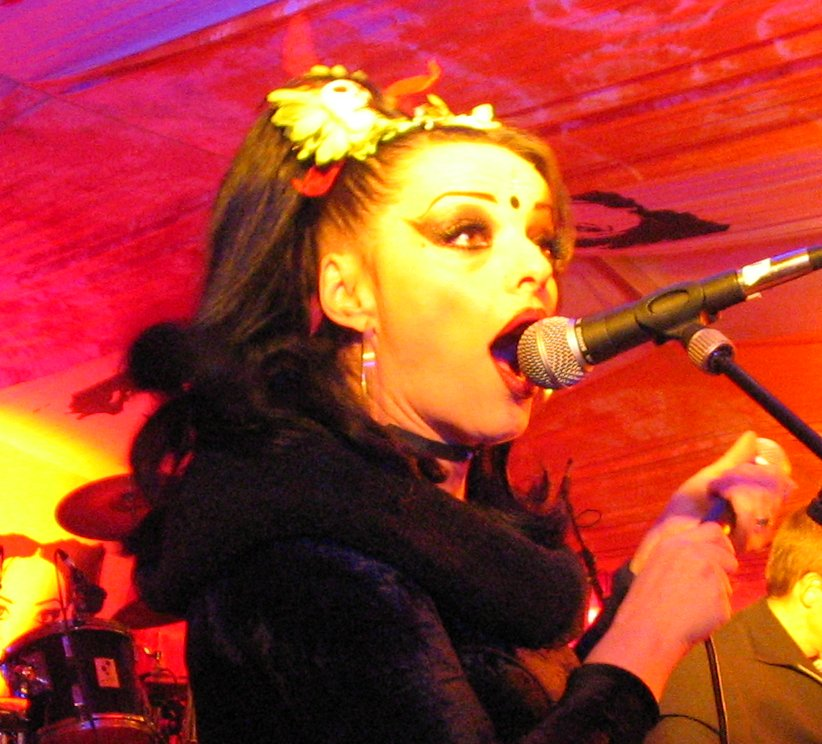
На концерті в Данії, 2003 рік

У 1999 році з'являється ювілейний, десятий альбом Гаґен, орієнтований більше на шанувальників давньоіндійської філософії та міфології, вплив якої досяг свого апогею у її творчості, через що назріла необхідність випустити роботу, повністю присвячену тибетським рагам, мантрам і бхаджанам. Цей рік ознаменований також виходом пісні і кліпу «Fieber» спільно з німецьким гуртом Oomph! і другим виступом на Rockpalast. 
Роком раніше, в 1998 році, Ніна Гаґен бере участь у записі дуету зі співаком Tommy D у пісні Solo, також знявшись в однойменному кліпі і зігравши Бабу-Ягу у фільмі жахів «Василиса» в Києві. Незабаром виходить документальний фільм про династію Гаґен, а через три роки і автобіографічна книга Ніни Гаґен «That's Why The Lady Is A Punk». До 100-річного ювілею Бертольта Брехта Гаґен переїхала в рідний Берлін. Разом з Мерет Бекер вона виступала на так званому панк-Брехт-вечорі «Wir hießen beide Anna» («Нас обох звати Анна»). У 1999 році для подвійного альбому заспівала «Тригрошову оперу» Брехта.
У 2000 році мати панку повертається з альбомом «Return Of The Mother», знову вступивши в боротьбу з системою із закликами людства до зміни поглядів на світ. Через рік Ніна Гаґен бере участь у записі пісні для альбому німецького дуету Rosenstolz «Die Schwarze Witwe».
У 2003 році виходить альбом з каверами легендарних англомовних світових хітів минулих років «Big Band Explosion». Світовий же успіх знову повернувся до Ніни Гаґен завдяки кавер-версії відомого хіта гурту Rammstein «Seemann», виконаної з фінським квартетом Apocalyptica, що знявся з нею в однойменному відео.
У 2004 році Ніна Гаґен знімається в ролі злої королеви в комедійному фільмі жахів «7 Zwerge» за мотивами популярної казки «Білосніжка і сім гномів».
У 2006 році вийшло логічне продовження попереднього альбому «Irgendwo Auf Der Welt». З серпня 2006 року Ніна — член журі телешоу «Popstars» на німецькому телеканалі Pro7. У цьому ж році виходить продовження фільму «7 Zwerge».
У 2009 році, спільно з однодумицею в боротьбі за права тварин Памелою Андерсон, панк-діва знялася в гучному рекламному ролику PETA. Під час другої частини турне, 16 липня 2010 року, вийшов новий альбом Гаґен. Розчарувавшись в індуїзмі, вона відклала випуск рок-альбому, і за один рік записала «Personal Jesus», що складається з євангелічних співів, підкріплений новою книгою «Визнання», що вийшла в березні.
У 2012 році Ніна Гаґен, як і згодом багато інших світових знаменитостей, висловила підтримку заарештованим учасницям Pussy Riot, додавши, що не схвалює їхніх дій, але протестує проти надмірно суворого покарання.

## Приватне життя
- У 1981 році народила доньку Косма Шива Гаґен (англ. Cosma Shiva Hagen), яка стала акторкою. Батько, голландський гітарист Ferdinand Karmelk, помер у 1988 році.
- У 1987 році одружилася з 17-річним панк-рок музикантом Iroquois з Лондона.
- У 1989 році зустрічалася з французом Frank Chevallier. 1990 народила сина Отіса Шевальє-Гаґена.
- У 1996 році пошлюбила Девіда Лінна, молодшого за неї на 15 років. Вони розійшлися в 2000 році.
- У січні 2004 пошлюбила датського співака Lucas Alexander Breinholm (молодший на 22 роки). Розлучилася через рік.
- У 2006 році супутником Ніни Гаґен став 27-річний психотерапевт з Канади River.
- З 2009 року Ніна Гаґен дотримується целібату.

## Дискографія
Деякі альбоми Ніни Гаґен вийшли і в англомовному варіанті.
- 1978 Nina Hagen Band
- 1979 Unbehagen
- 1981 Nunsexmonkrock
- 1983 Angstlos
- 1984 Fearless
- 1985 In Ekstase
- 1985 In Ekstasy
- 1988 Nina Hagen
- 1991 Street
- 1993 Revolution Ballroom
- 1995 Freud Euch
- 1996 Beehappy
- 1999 Om Namah Shivay (Indisches Album)
- 2000 Return Of The Mother
- 2002 Om Namah Shivay / 1008 Indian Nights Live
- 2003 Nina Hagen Big Band Explosion
- 2006 Irgendwo Auf Der Welt
- 2010 Personal Jesus (Gospel Album)
- 2011 Volksbeat

## Фільмографія
- 1974 ABC der Liebe
- 1975 Junge, heute ist Freitag
- 1979 Cha Cha
- 1979 Bildnis einer Trinkerin
- 1992 Lilien in der Bank
- 1997 Tatort (ARD)
- 1998 Sci Fri (Sci-Fi-Channel)
- 1999 Nina Hagen + Punk + Glory
- 2000 Family Stories: The Hagens (ARD)
- 2001 Om Gottes Willen
- 2004 7 Zwerge — Männer allein im Wald
- 2006 7 Zwerge — Der Wald ist nicht genug
- 2011 Godmother Of Punk